# Црква Успења Пресвете Богородице у Бачком Јарку
Црква Успења Пресвете Богородице у Бачком Јарку, насељеном месту на територији општине Темерин, припада Епархији бачкој Српске православне цркве.
Српска православна црква посвећена Успењу Пресвете Богородице, започета је са градњом 1998. године, а завршена и освештана 2002. године. Подигнута је захваљујући многобројним донаторима, ктиторима, приложницима, верницима, предузећима, приватним предузетницима, локалној самоуправи и Месној заједници Бачки Јарак, као и изградња звоника и куповина звона. Висина цркве је 35 m, дужина 25 m, а ширина 10 m. Висина звоника је 30 m и налази се са леве стране цркве. Црквена слава је Успење Пресвете Богородице – Велика Госпојина и обележава се 28. августа.